# Abaristophora subarcuata
Abaristophora subarcuata är en tvåvingeart som beskrevs av Schmitz 1939. Abaristophora subarcuata ingår i släktet Abaristophora och familjen puckelflugor. Inga underarter finns listade i Catalogue of Life.